# Panyptila sanctihieronymi
Panyptila sanctihieronymi е вид птица от семейство Бързолетови (Apodidae).

## Разпространение
Видът е разпространен в Гватемала, Коста Рика, Мексико, Никарагуа, Салвадор и Хондурас.